# دمای هوای تر

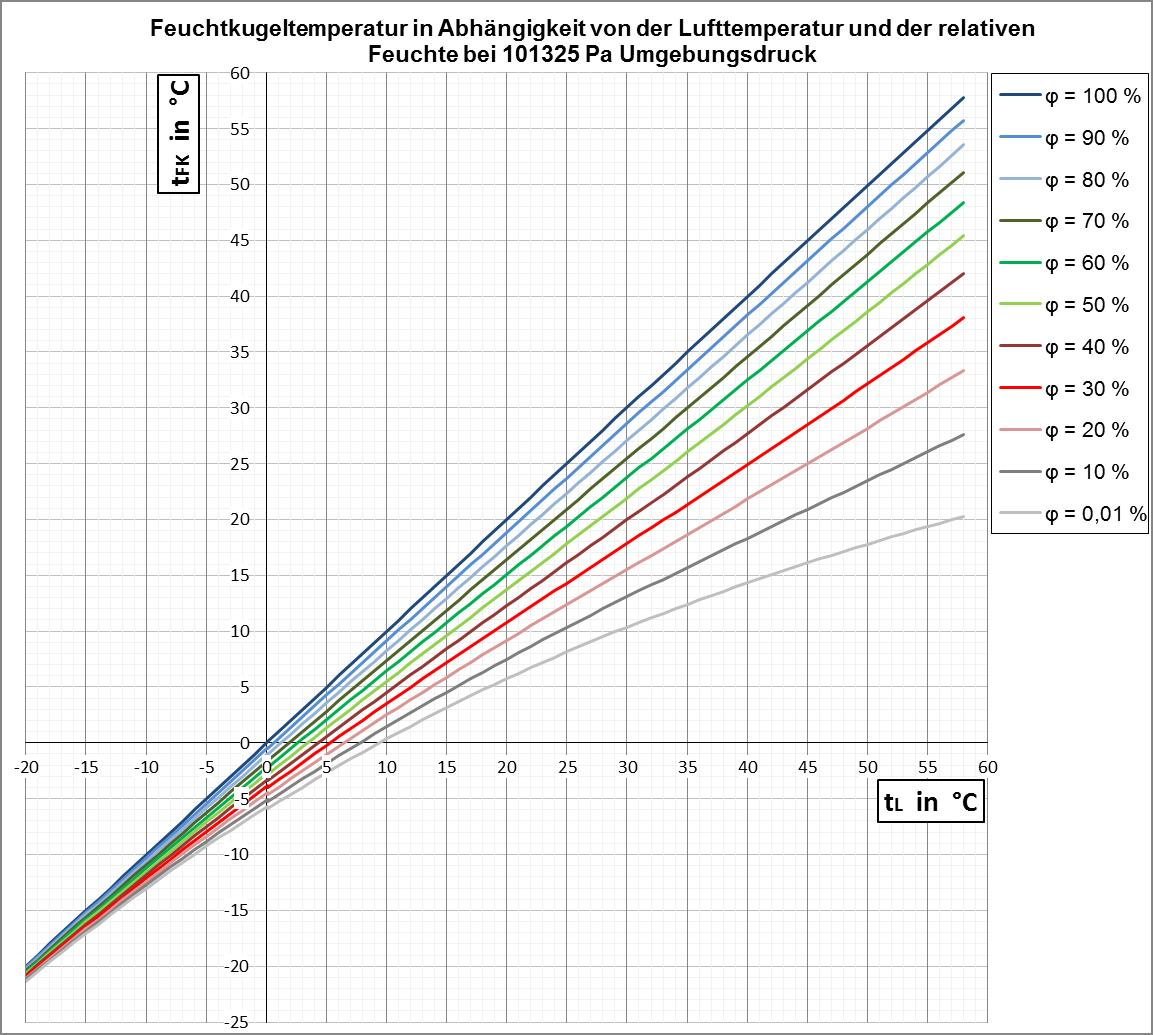
نمودار بالا، «روند دمایی» را نشان می‌دهد که می‌توان هوای مرطوب را تا آن حد، خنک نمود. با استخراج انرژی ادیاباتیک، که به‌موجب آن دمای نهایی به‌دست‌آمده از این طریق کمتر است، رطوبت اولیهٔ هوای محیط کمتر می‌شود. به‌عبارت دیگر، یک‌حجم هوا با رطوبت نسبی معین می‌تواند گرمای بیشتری را در همان دمای اولیه و همان فشار محیط ایجاد کند، هرچه هوای محیطی که این گرما به آن منتقل می‌شود، خشک‌تر باشد.

دمای هوای تر یا دمای تر (به انگلیسی: Wet-bulb temperature) دمایی است که بخشی از هوا می‌تواند داشته باشد اگر با تبخیر آب در آن تا حد اشباع (رطوبت نسبی ۱۰۰٪) سرد شود و گرمای نهان تبخیر توسط همان بخش از هوا تأمین گردد. به عبارت دیگر، دمای هوای تر در اتاقی بسته و عایق، دمای نهایی هوای این اتاق پس از تبخیر آب تا حدی است که رطوبت هوا به اشباع برسد.
دماسنجی که به پارچه مرطوب متصل است دمای نزدیک به واقعی (ترمودینامیکی) هوای تر را نشان خواهد داد.
دمای هوای تر پایین‌ترین درجه حرارت قابل استحصال از طریق تبخیر آب به تنهایی است. دمای هوای تر عمدتاً توسط دمای واقعی هوا (دمای هوای خشک) و مقدار رطوبت در هوا (رطوبت نسبی) تعیین می‌شود. در رطوبت نسبی ۱۰۰٪، دمای حباب مرطوب برابر با دمای هوای خشک است.